# Demonizm Zakopanego
Demonizm Zakopanego – artykuł prasowy autorstwa Stanisława Ignacego Witkiewicza pochodzący z 1919 i pierwotnie ogłoszony w dwutygodniku Echo tatrzańskie, a następnie przedrukowany w 1927 w Epoce, która wówczas utworzyła dział tatrzański.
Według tezy postawionej przez Witkacego w artykule, Zakopane nie jest zwykłą miejscowością, ale charakteryzuje je potężny genius loci, rodzaj demona, który nadaje mu szczególne piętno. Demon ten należy do postaci złowrogich. W mieście objawia się zatem demoniczna moc, charakteryzowana przez autora artykułu następująco: Demoniczną potęgą nazywamy taką, która włada lub chce władać nami, działając na drapieżne, okrutne i podłe instynkty, które w nas drzemią i czekają tylko sposobności, aby się objawić. Demonizm Zakopanego obdzierać ma ludzi z cienkiej powłoki cywilizacyjnej i obnażać ma sferę pierwotnych instynktów. Osobnicy owładnięci tą mocą ulegają swoistemu ubezwłasnowolnieniu, z podmiotu przekształcając się w przedmiot. Demonizm zakopiański ma naturę ambiwalentną: Dla ludzi słabych Zakopane jest prawie tak zabójcze [...] jak spotkanie z demoniczną kobietą. Dla rzeczywistych Tyranów Ducha [...] jest ono miejscem, w którym kondensuje się ich istota, roztwierają się nowe dla nich horyzonty i twórczość artystyczna, społeczna, czy naukowa, stwarza nowe formy i buduje nowe wartości. Są jednak w Zakopanem niebezpieczeństwa zagrażające nawet ludziom wyjątkowo silnym duchowo. Niektórych zagrożeń nie są oni w stanie dostrzec odpowiednio wcześnie, gdyż działają one podstępnie, wywołując zmiany, które Witkiewicz określa jako przesunięcie wartości w kierunku stanów przyjemności, powstających jako uboczny skutek dokonania czegokolwiek bądź na niekorzyść oceny obiektywnego wysiłku danej pracy. Chodzi więc o rodzaj intelektualnego hedonizmu prowadzącego do zachwiania pewności oceny dokonanego dzieła. W jednym ze znamiennych zdań artykułu autor stwierdza, że w atmosferze Zakopanego [...] unosi się subtelny narkotyk, stokroć gorszy od dymów opium i haszyszowej marmelady.